# Martin Kusch
Martin Kusch est un philosophe et sociologue britannique d'origine allemande. 

## Biographie
Martin Kusch est professeur à l'université de Vienne. Auparavant, il était professeur de philosophie et de sociologie des sciences au Department of History and Philosophy of Science de l'université de Cambridge. Il avait précédemment enseigné au Science Studies Unit de l'université d'Édimbourg.
Ses contributions à la philosophie témoignent d'une approche à la fois systématique et historique qui traverse les divisions traditionnelles entre disciplines. Il s'est intéressé notamment à la philosophie des sciences sociales, à l'épistémologie, à la philosophie du langage, à la philosophie de la technologie et à l'histoire des philosophies allemandes et autrichiennes.
Kush est également un chercheur reconnu dans les domaines de la sociologie de la connaissance scientifique et des Science and technology studies (STS). Parallèlement, il s'est intéressé en particulier à l'histoire de la psychologie allemande et à la sociologie de la connaissance philosophique.
Ses nombreux travaux ont été publiés d'abord en allemand, puis en finnois et en anglais.

## Principales publications
- Einzelheit und Allgemeinheit: Einführung in die Philosophie G.W.F. Hegels, rapports du Département de philosophie de l'université de Jyväskylä, 1984.
- Ymmärtämisen haaste (= « Le défi de la compréhension: Introduction à l'herméneutique », en finnois), Pohjoinen, 1986.
- avec Jaakko Hintikka, Kieli ja maailma (= « Le langage et le monde », en finnois), Pohjoinen, 1988.
- Language as Calculus vs. Language as Universal Medium: A Study in Husserl, Heidegger, and Gadamer, Kluwer, 1989.
- Foucault's Strata and Fields: A Study in Archaeological and Genealogical Science Studies, Kluwer, 1991.
- Psychologism: A Case Study in the Sociology of Philosophical Knowledge, Routledge, 1995.
- avec Harry M. Collins, The Shape of Actions: What Humans and Machines Can Do, MIT Press, 1998.
- Psychological Knowledge: A Social History and Philosophy, Routledge, 1999.
- (éd.), The Sociology of Philosophical Knowledge, Dordrecht: Kluwer, 2000.
- Knowledge by Agreement: The Programme of Communitarian Epistemology, Oxford University Press, 2002.
- A Sceptical Guide to Meaning and Rules: Defending Kripke's Wittgenstein, Acumen & McGill-Queen's, 2006.